# Anna Pasocha
Anna Borisowna Pasocha, po mężu Aloszyna (ros. Анна Борисовна Пасоха, po mężu Алёшина; ur. 1 lutego 1949 w Moskwie) – radziecka wioślarka, brązowa medalistka olimpijska z Montrealu (1976), mistrzyni Europy.
W 1976 roku wystąpiła na igrzyskach olimpijskich w Montrealu, podczas których wzięła udział w jednej konkurencji – rywalizacji czwórek ze sternikiem. Reprezentantki Związku Radzieckiego (w składzie: Nadieżda Siewostjanowa, Ludmiła Krochina, Galina Miszenina, Anna Pasocha oraz sterniczka Lidija Kryłowa) zdobyły w tej konkurencji brązowy medal olimpijski, uzyskując w finale czas 3:49,38 i przegrywając z osadami z Niemieckiej Republiki Demokratycznej i Bułgarii. 
W 1972 roku zdobyła złoty medal mistrzostw Europy w Brandenburg an der Havel w rywalizacji ósemek. W tej samej konkurencji w 1975 roku zajęła piąte miejsce w mistrzostwach świata w Nottingham, uzyskując w finale rezultat 3:23,54.
Za osiągnięcia sportowe wyróżniona została tytułem mistrza sportu ZSRR klasy międzynarodowej.